# (3276) Porta Coeli
(3276) Porta Coeli – planetoida z pasa głównego asteroid okrążająca Słońce w ciągu 5 lat i 186 dni w średniej odległości 3,12 j.a. Została odkryta 15 września 1982 roku w Obserwatorium Kleť w pobliżu Czeskich Budziejowic przez Antonína Mrkosa. Nazwa planetoidy pochodzi od Porta Coeli (Brama do nieba), XII-wiecznego klasztoru w Tišnovie na Morawach. Przed nadaniem nazwy planetoida nosiła oznaczenie tymczasowe (3276) 1982 RZ1.